# Rue Alfred-Stevens
Rue Alfred-Stevens är en gata i Quartier Saint-Georges i Paris nionde arrondissement. Gatan är uppkallad efter den belgiske målaren Alfred Stevens (1823–1906). Han ägde den mark, på vilken gatan anlades. Rue Alfred-Stevens börjar vid Rue des Martyrs 65 och slutar vid Passage Alfred-Stevens.

## Omgivningar
- Notre-Dame-de-Lorette
- Fontaine Alfred-Stevens
- Rue des Martyrs
- Cité Malesherbes
- Rue Crétet

## Bilder
| - Alfred Stevens. - Gatuskylt. - Fontaine Alfred-Stevens. - Notre-Dame-de-Lorette. |

## Kommunikationer
- Tunnelbana – linjerna   – Pigalle
- Busshållplats Rochechouart – Martyrs – Paris bussnät

### Webbkällor
- ”Rue Alfred-Stevens”. Mairie de Paris. https://web.archive.org/web/20160303214315/http://www.v2asp.paris.fr/commun/v2asp/v2/nomenclature_voies/Voieactu/0209.nom.htm. Läst 24 november 2023.
- ”Rue Alfred-Stevens (9ème arrondissement)”. Les rues de Paris. https://web.archive.org/web/20160406082452/http://www.parisrues.com/rues09/paris-09-rue-alfred-stevens.html. Läst 24 november 2023.